# مصطفى درويش (ممثل مواليد 1969)
مصطفى درويش ممثل مصري، ولد في 14 مايو من عام 1969 وتوفي في 11 أبريل 2025، بدأ نشاطه الفني في بداية التسعينيات بالعمل بالمسرح، ثم عمل بالتليفزيون والسينما وتخصص في الأدوار الكوميدية، يمكن رؤيته في دور نقيب الشرطة فرج شديد فرج شديد المنقول من الأرياف إلى القاهرة في فيلم (أشرف حرامي) في عام 2008. ومن أشهر أعماله مسرحية (شارع محمد علي) في عام 1991 وفيلم (كوكب الشرق) في عام 1999، ومسلسل (مبروك جالك قلق) في عام 2005.

## أعمال

### أفلام
| - خسسني شكراً:2019 - قلب أسود:2018-المعلم سنباطى - تعويذة تو:2017 - اللي اختشوا ماتوا:2016 - المشخصاتي 2:2016-الشاطر - حارة مزنوقة:2015-رشوان - سيد كتاوت:2015 - هز وسط البلد:2015-الأستاذ حسن ابن الحاج يكن - عزازيل ابن الشيطان:2014 | - ابن كار:2013 - تتح:2013-المأذون - عزازيل:2011-البرينجى - كف القمر:2011 - علقة موت:2009-تامر - أشرف حرامي:2008-نقيب فرج شديد فرج - الفرقة ١٦ إجرام:2006 - خالي من الكوليسترول:2005-زغلول - المشخصاتي:2003-ملص العريس | - جرانيتا:2001 - كوكب الشرق:1999 - وفي الحياة حب آخر:1997 - المقامر:1994 - الرصيف:1993 - مستر كاراتيه:1993-الزوج الغيور - البحث عن طريق آخر:1992 - وكر الذئب:1992-مخبر - غلطة العمر واحدة:1981رؤوف |

### مسلسلات
| - فارس بلا جواز:2021-زعفراني - حب عمري:2020 - قوت القلوب:2020-ضيف الحلقات - قوت القلوب (ج2):2020 - أبو جبل:2019 - قمر هادي:2019 - أحلام مراتي:2018 - الدولي:2018-ضيف شرف - قانون عمر:2018-ثابت ضيف شرف - كلبش (ج2):2018 - الحلال:2017-ماجد ضيف شرف - قصر العشاق:2017-عاطف المنسي المخرج - الخروج:2016 - آه من حوا:2016 - أستاذ ورئيس قسم:2015 - البيوت أسرار:2015 - ألف ليلة وليلة:2015 - الوسواس:2015 - أنا وبابا وماما (ج2):2015 - بعد البداية:2015 - حارة المجانين:2015 - حارة اليهود:2015 | - حق ميت:2015-نوح - الحكر:2014 - جبل الحلال:2014 - العقرب:2013 - خلف الله:2013 - الهلالي سلالم:2012 - حارة خمس نجوم:2012 - خطوط حمراء:2012 - كيد النسا (ج1، 2):2011، 2012 - الزناتي مجاهد:2011-ضيف شرف - اختفاء سعيد مهران:2010- بسيوني المخبر - راجل وست ستات (4، 6-8):2009 - 2011 - سنوات الحب والملح:2010 - شيخ العرب همام:2010 - موعد مع الوحوش:2010-عطا - الرحايا حجر القلوب:2009 - حرب الجواسيس:2009-ليفي باروخ - حسين وتحسين:2009-سمسم - عصابة بابا وماما:2009 - وعد ومش مكتوب:2009 - 7 شارع السعادة:2008 - السماح:2008 | - طيارة ورق:2008 - ظل المحارب:2008-العقيد كولونيل رشدي قائد الجيش الكربستاني - نسيم الروح:2008 - أزهار:2007 - أصعب قرار:2007 - امرأة فوق العادة:2007 - 30 شارع مصطفى حسين:2006 - كشكول لكل مواطن:2006 - المطعم تشي توتو:2006 - وعد الحر:2006 - أماكن في القلب:2005-لاري مانيت - مبروك جالك قلق:2005 - من غير ميعاد:2005 - أهل الرحمة:2004 - أوراق مصرية (ج3):2004-فؤاد سراج الدين - بنت أفندينا:2004 - مصر الجديدة:2004-صحفي بجريدة المقطم - نهارك نادي:2004 - أدهم وزينات والثلاث بنات:2003 - رجل الأقدار:2003-أبو لهب - اجري ..اجري ..اجري:2002 - انظر حولك وابتسم:2002-مصطفى | - جائزة نوفل:2002 - جحا المصري:2002 - زمن عماد الدين:2002-جورج أبيض - شمس منتصف الليل:2002 - ثمار الوهم:2001 - شجر الأحلام:2001 - أسعد زوج في العالم:1999 - العيش والملح:1998-مهران - نوار وهزاز:1998 - الحفار:1996-القبطان ستافروس - الخروج من المأزق:1995 - أبناء ولكن:1993 - كلام رجالة:1993 - البحث عن عبده:1992 - ألف ليلة وليلة:1992 - أيام الغياب:1992 - وما زال النيل يجري:1992-جميزة - البريمو:1991 - حبشي في الهواء الطلق - عوض وجحا - نسيج العنكبوت - يعيش ياميش |

### أعمال أخرى
| - حارة العوالم:2016 - المدرسين والدروس الخصوصية:2001-نابوليون - إحنا فين:1994 - شارع محمد علي:1991 | - أروقة الموت الواحد:1990 - ١٠٠ فرخة وديك - آخر سؤال - اعترافات ليلية | - الشيخ شيخة - حكاية العمالقة - رحلة تجنن |